# Heidekopf (Föhren)
Der Heidekopf ist ein Berg zwischen Schweich und Föhren-Hochkreuz in Rheinland-Pfalz, Deutschland. Er hat eine Höhe von 217,6 m ü. NHN.

## Geschichte
In der Hexenverfolgung des 16. Jahrhunderts in Föhren nannten die der Hexerei angeklagten Frauen und Männer häufig einen „Hexentanzplatz auf der Hetzerather Heide“, womit der Heidekopf gemeint gewesen sein könnte.